# UNESCO Thesaurus
Der UNESCO Thesaurus ist ein von der UNESCO für die Inhaltliche Erschließung entwickelter und eingesetzter englischsprachiger Thesaurus. Er umfasst die Bereiche Bildung, Wissenschaft, Kultur, Sozial- und Humanwissenschaften, Information und Kommunikation, Politik, Recht und Wirtschaft. Auch geographische und linguistische Bezeichnungen sind enthalten. Zu jedem Deskriptor existiert eine französische, spanische und russische Übersetzung.